# Sterling (Nebraska)
Sterling é uma vila localizada no estado americano de Nebraska, no Condado de Johnson.

## Demografia
Segundo o censo americano de 2000, a sua população era de 507 habitantes.
Em 2006 foi estimada uma população de 485, um decréscimo de 22 (-4.3%).

## Geografia
De acordo com o United States Census Bureau, a localidade tem uma área de 1,0 km², sem área coberta por água. Sterling localiza-se a aproximadamente 362 m acima do nível do mar.

## Localidades na vizinhança
O diagrama seguinte representa as localidades num raio de 20 km ao redor de Sterling.